# Lokomotivní četa
Lokomotivní četa je osádka pracující na hnacím kolejovém vozidle (lokomotivě). Původně (na parních lokomotivách) se skládala ze dvou pracovníků, a sice ze strojvedoucího a jeho pomocníka, tedy topiče. Později, na motorových a elektrických lokomotivách, se pomocník strojvedoucího neoficiálně nazýval například mechanik.[zdroj?] Na začátku sedmdesátých let dvacátého století byla u ČSD zaváděna jednomužná obsluha lokomotivy. Na motorových vozech osobní dopravy byla jednomužná obsluha již dříve, na řídícím stanovišti byl se strojvedoucím vlakvedoucí, který však neměl všechny povinnosti pomocníka strojvedoucího.[zdroj?]
Na jiných lokomotivách než parních je četa tvořena pouze jednou osobou, a to strojvůdcem.